# Sans Souci
 Ikke at forveksle med Sanssouci.
Sans Souci var et revy- og varitéshow med hjemsted i Kolding, der blev opført fra 1951 frem til 1990.
Mange kendte skuespillere har optrådt i Sans Souci, herunder Gotha Andersen, Ole Søltoft, Gustav Winckler, Elga Olga, Dario Campeotto og Grethe Sønck. Birthe Kjær debuterede på Sans Souci med sangen Jeg går aldrig til bal uden trusser.
Det er ligeledes navnet på en sang på Kim Larsens andet soloalbum, Kim Larsen & Yankee Drengene (1977).
| Kunst og kultur | Spire Denne artikel om scenekunst og teater er en spire som bør udbygges. Du er velkommen til at hjælpe Wikipedia ved at udvide den. |